# Okręg Limoux
Okręg Limoux (fr. Arrondissement de Limoux) – okręg w południowo-zachodniej Francji. Populacja wynosi 41 500.

## Podział administracyjny
W skład okręgu wchodzą następujące kantony:
- Alaigne,
- Axat,
- Belcaire,
- Chalabre,
- Couiza,
- Limoux,
- Quillan,
- Saint-Hilaire.